# Juan Aicega
Juan José Miguel Aicega (Mar del Plata, 15 de junio de 1963) es un abogado y político argentino de Propuesta Republicana (PRO). Se desempeñó como diputado nacional por la provincia de Buenos Aires entre 2017 y 2019.

## Biografía
Nació en Mar del Plata en 1963. Se recibió de abogado en la Universidad Nacional de Mar del Plata en 1992, contando con una maestría en derecho empresario en la Universidad Austral, ejerciendo el derecho de forma privada.
En el ámbito partidario, es miembro de Propuesta Republicana (PRO), siendo presidente del mismo en la ciudad de Mar del Plata. En 2015, con la llegada de Mauricio Macri a la presidencia, fue designado director nacional de Relaciones con el Poder Legislativo del Ministerio de Justicia y Derechos Humanos de la Nación, a cargo de Germán Garavano. Entre 2016 y 2017 fue concejal del partido de General Pueyrredón por Unión-PRO.
En las elecciones legislativas de 2017, fue elegido diputado nacional, siendo el noveno candidato en la lista de Cambiemos en la provincia de Buenos Aires, que obtuvo el 42,18% de los votos.
Se desempeña como presidente de la comisión de Intereses Marítimos, Fluviales, Pesqueros y Portuarios e integra como vocal las comisiones de Defensa del Consumidor, del Usuario y de la Competencia; de Defensa Nacional; de Finanzas; de Peticiones, Poderes y Reglamento; y de Transportes. Se opuso a la legalización del aborto en Argentina, votando en contra de los dos proyectos de ley de interrupción voluntaria del embarazo que fueron debatidos por el Congreso en 2018 y 2020.